# 1960年代にデビューしたプロレスラー一覧
1960年代にデビューしたプロレスラー一覧は、1960年（昭和35年）から1969年（昭和44年）までの10年間にデビューしたプロレスラーの一覧である。

## 1960年（昭和35年）
- 9月30日
  - アントニオ猪木
  - ジャイアント馬場

## 1961年（昭和36年）
- 5月4日
  - 上田馬之助
- 12月22日
  - 星野勘太郎

## 1962年（昭和37年）
- 1月22日
  - 北沢幹之
- 6月3日
  - 大熊元司

## 1963年（昭和38年）
- 5月9日
  - グレート小鹿
- 7月19日
  - 山本小鉄
- 詳細不明
  - ミスター高橋

## 1964年（昭和39年）
- 10月31日
  - ザ・グレート・カブキ

## 1965年（昭和40年）
- 4月2日
  - ラッシャー木村
- 6月3日
  - マサ斎藤

## 1966年（昭和41年）
- 3月4日
  - サンダー杉山
- 3月21日
  - グレート草津
- 10月12日
  - 永源遙
  - 寺西勇

## 1967年（昭和42年）
- 6月8日
  - ミスター・ヒト
- 7月21日
  - マイティ井上
- 7月27日
  - ストロング小林
- 8月5日
  - 坂口征二

## 1968年（昭和43年）
- 1月
  - ヤス藤井
- 8月30日
  - キム・ドク

## 1969年（昭和44年）
- 5月8日
  - 木戸修
- 9月20日
  - アニマル浜口